# Маттеи, Генрих Август
Генрих Август Маттеи (нем. Heinrich August Matthäi; 3 октября 1781, Дрезден — 4 ноября 1835, Лейпциг) — немецкий скрипач и музыкальный педагог.

## Биография
Относительно ранних лет ученичества Маттеи ничего не известно. В 1803 году он появился в Лейпциге, играл в составе различных театральных оркестров и как солист, совершенствовал своё мастерство под руководством концертмейстера Оркестра Гевандхауза Бартоломео Кампаньоли, затем в 1804 году отправился в Париж, чтобы брать уроки у Родольфа Крейцера. По возвращении в Лейпциг в 1806 году с большим успехом концертировал как солист, занял в Оркестре Гевандхауза пульт помощника концертмейстера при том же Кампаньоли, а осенью 1808 года при учреждении квартета солистов Гевандхауза Кампаньоли уступил ему место первой скрипки (партию виолончели в этом первом составе квартета исполнял Юстус Дотцауэр). Гастролировал по Германии — в частности, в Берлине и Гамбурге. Вёл также педагогическую деятельность — среди его учеников были Карл Трауготт Квайссер и Мориц Готхольд Кленгель. В 1817 году после отъезда Кампаньоли занял место концертмейстера оркестра и оставался на этом посту до конца жизни.
Автор четырёх скрипичных концертов и ряда других произведений для своего инструмента, струнных квартетов, песен.